# تنفس الهاليد العضوي
رائحة الفم أو التنفس الخلويأو تنفس الهاليد العضوي هو استخدام مركبات هالوجينية ذات أطراف إلكترونية في دورة التنفس اللاهوائي .    يمكن أن يلعب التنفس الخلوي دورًا في التحلل البيولوجي الميكروبي . الركائز الأكثر شيوعًا هي الأليفاتية المكلورة (PCE ، TCE) ، الفينولات المكلورة والكلوروفورم . البكتيريا المتسببة في نقص الهواء شديدة التنوع. توجد هذه السمة في بعض البكتيريا البروتينية ، منها الكلوروفليكسي (البكتيريا الخضراء غير الكبريتية) ، والكلوستريديا منخفضة G + C جرام إيجابية. والبكتيريا فائقة الميكروبات.

## عملية التنفس
تستخدم عملية التنفس الخلوي ، أو تنفس الهاليد العضوي ، إزالة مركب الهالوجين المختزلة لإنتاج الطاقة التي يمكن أن تستخدمها الكائنات الحية الدقيقة التي تتنفس للقيام بالنمو والتمثيل الغذائي. عندما تستقبل المركبات العضوية المهلجنة الإلكترون كمستقبل نهائي ، يؤدي إلى فقد الهالوجين منها. إزالة الهالوجين المختزلة هي العملية التي يحدث بها ذلك. يتضمن تقليل المركبات المهلجنة عن طريق إزالة بدائل الهالوجين ، مع إضافة الإلكترونات في نفس الوقت إلى المركب. التحلل الهيدروجيني والاختزال المجاور هما العمليتان المعروفتان لهذه الآلية اللتان تم تحديدهما. في كلتا العمليتين ، يتم إطلاق بدائل الهالوجين المزالة كأنيونات. يتم تحفيز إزالة الهالوجين المختزلة عن طريق إزالة الهالوجينات المختزلة ، وهي إنزيمات مرتبطة بالغشاء.  من المتوقع أن يلعب عدد من الهيدروجينازات السيتوبلازمية المرتبطة بالغشاء ، في بعض الحالات كجزء من مجمعات البروتين ، أدوارًا في عملية نزع الهواء. تحتوي معظم هذه الإنزيمات على مجموعات الحديد والكبريت (Fe-S) ، وعامل مساعد في مواقعها النشطة. على الرغم من أن الآلية الدقيقة غير معروفة ، تشير الأبحاث إلى أن هذين المكونين من الإنزيم قد يكون لهما دور في الاختزال.

### الركائز المستخدمة والأهمية البيئية
الركائز الشائعة التي تستخدم كمستقبلات نهائية للإلكترون في عملية نزع الهواء هي مبيدات الآفات الكلورية العضوية ، وهاليدات الأريل ومذيبات الألكيل.  العديد من هذه الملوثات ثابتة وسامة لا يمكن أن تتحلل إلا عن طريق نزع الهواء ، إما جزئيًا أو كليًا.  يعتبر ثلاثي كلورو إيثيلين (TCE) ورابع كلورو إيثيلين (PCE) مثالين على هذه الملوثات ، وكان تحللها محل تركيز البحث. PCE هو مذيب ألكيل تم استخدامه سابقًا في التنظيف الجاف وآلات إزالة الشحوم والتطبيقات الأخرى. يظل ملوثًا شائعًا للمياه الجوفية. تم عزل البكتيريا القادرة على تحطيم PCE تمامًا إلى ethene ، وهي مادة كيميائية غير سامة. لقد تم العثور على أنها تنتمي إلى جنس Dehalococcoides واستخدام H 2 كمانح للإلكترون . تم تطبيق عملية إزالة الهواء في المعالجة الحيوية في الموقع لـ PCE و TCE في الماضي.  على سبيل المثال ، تم استخدام إزالة الكلور المختزلة المعززة لمعالجة المياه الجوفية الملوثة عن طريق إدخال متبرعين بالإلكترون وبكتيريا مزيلة للرطوبة في الموقع الملوث ، لتهيئة الظروف التي تحفز نمو البكتيريا وإزالة الهواء. في إزالة الكلور المختزلة المحسنة ، تعمل الملوثات كمستقبلات للإلكترون ويتم تقليلها بالكامل لإنتاج الإيثين في نهاية المطاف في سلسلة من التفاعلات.

## يستخدم في المعالجة الحيوية
على جانب هام من الناحية البيئية من halorespiration بكتيريا هو الحد من tetrachloroethene (PCE) و الايثان (TCE)؛ الملوثات البشرية المنشأ ذات السمية العصبية والكبدية العالية. نشأ وجودها كملوثات بيئية من استخدامها الصناعي المشترك كعوامل لإزالة الشحوم المعدنية من عشرينيات القرن الماضي حتى عام 1970. تميل هذه المركبات الغريبة الحيوية إلى تكوين طبقات غير قابلة للذوبان جزئيًا تسمى سوائل المرحلة غير المائية الكثيفة (DNAPLs) في قاع طبقات المياه الجوفية ، والتي تذوب بطريقة بطيئة تشبه الخزان ، مما يجعل TCE و PCE من بين ملوثات المياه الجوفية الأكثر شيوعًا.
تتمثل الإستراتيجية الشائعة الاستخدام لإزالة TCE و PCE من المياه الجوفية في استخدام المعالجة البيولوجية من خلال إزالة الكلور المختزلة المحسنة (ERD).  يتضمن ERD الحقن في الموقع للبكتيريا المسببة للرطوبة ، بين الركائز العضوية القابلة للتخمر التي تعمل كمانحين للإلكترون ، في حين أن الملوثين ، TCE و PCE ، يعملان كمقبلات للإلكترون . هذا يسهل إزالة الكلور المتسلسلة من PCE و TCE إلى ثنائي كلورو إيثيلين (DCE) وكلوريد الفينيل (VC) ، والتي تلائم بعد ذلك كمستقبلات إلكترونية لإزالة الكلور بالكامل إلى إيثين غير ضار.
مجموعة واسعة من البكتيريا عبر أجناس مختلفة لديها القدرة على إزالة الكلور جزئيًا PCE و TCE إلى رابطة الدول المستقلة -DCE و VC. أحد الأمثلة على ذلك هو بكتيريا Magnetospirillum ، سلالة MS-1 ، والتي يمكن أن تقلل من PCE إلى cis- DCE في ظل الظروف الهوائية. ومع ذلك ، فإن هذه الركائز لها خصائص سمية أعلى من المركبات الأم. على هذا النحو ، فإن إزالة الكلور الفعالة من رابطة الدول المستقلة- DCE و VC إلى إيثين غير ضار أمر بالغ الأهمية للمعالجة الحيوية لخزانات المياه الجوفية الملوثة بـ PCE و TCE. حاليًا ، تعد بكتيريا أجناس Dehalococcoides هي الكائنات الحية الوحيدة المعروفة التي يمكنها إزالة الكلور بالكامل من PCE إلى إيثين. ويرجع ذلك إلى نازعات الهالوجينات المختزلة عن طريق الغشاء (RDases) التي تستقلب ذرات الكلور على الملوثات الغريبة الحيوية للطاقة الخلوية. على وجه الخصوص ، يقوم Dehalococcoides بعزل VS و BAV1 بترميز RDases لكلوريد الفينيل ، والذي يستقلب VC إلى إيثين غير ضار ، مما يجعله من الأنواع المطلوبة في أنظمة ERD المستخدمة في المعالجة الحيوية لـ PCE و TCE.